# 萧朗 (画家)
萧朗（1917年11月—2010年5月27日），名印鈢，字朗，别署萍香阁主人，北京人，中华人民共和国画家、美术教育家。

## 生平
萧朗1930年代末拜画家王雪涛为师，随王雪涛研习书画十多年，同时获齐白石、陈半丁等人指点。1940年起，在北京琉璃厂的画店、纸店挂笔单，成为职业画家。1948年与同为王雪涛弟子的画友在北京办画展，齐白石特为此题写 “迟园门下画展”。1949年入华北大学艺术系学习。自1940年代起，先后在北京师范大学、河北艺术师范学院、广西艺术学院任教。
1964年，花鸟画新作《浴罢》参加全国美展。1986年与画友在天津办画展。1991年应邀在深圳办“百吉（鸡）画展”并讲学。1992年应邀为大陆记者首次赴台湾采访团创作《芙蕖鹡鸰图》赠给台湾海峡交流基金会。1996年在北京中国美术馆、1997年在广州美术馆、1998年在广西博物馆和天津人民美术出版社展览馆、2000年在天津文物公司、2012年在天津美术馆、2013年在北京荣宝斋等处举办个人画展。2008年3月萧朗将自己的25幅作品无偿捐赠中国国家博物馆。他是中国美术家协会会员，天津美术家协会名誉副主席，天津美术学院教授。萧朗以花鸟画见长，擅作花鸟画小品。
2010年5月27日，萧朗在天津病逝，享年93岁。

## 作品
萧朗的艺术代表作有：
- 《浴罢》
- 《踏遍青山》
- 《阿肥》
- 《威风》
- 《回眸一笑百媚生》
- 《白凤》
- 《秋瓜》
- 《孔雀》[2]

萧朗的主要著作有：
- 《萧朗画集》
- 《萧朗课徒画稿》
- 《怎样画写意草虫》
- 《萧朗画草虫》
- 《写意禽鸟画范》
- 《写意复瓣花画范》
- 《写意草虫画范》
- 《荣宝斋画谱 •草虫部分》
- 《萧朗花鸟画教程》
- 《萧朗花鸟画小品集》
- 《中国近现代名家画集——萧朗》[2]
- 《萧朗谈艺术》
- 《萧朗书画大系》